# 伊尔戈利
伊尔戈利（義大利語：Irgoli），是意大利撒丁大区努奥罗省的一个市镇。总面积74.93平方公里，人口2329人，人口密度31.1人/平方公里（2009年）。ISTAT代码为091033。